# Ženjak
Ženjak este o localitate din comuna Benedikt, Slovenia, cu o populație de 54 de locuitori.